# Cirque de Cherchell
Le cirque de Cherchell est un monument antique situé à Cherchell en Algérie, l'antique Caesarea en province de Maurétanie. Les ruines du monument sont situées sur le versant sud de la ville actuelle, dans le domaine Kaddour, en contrebas du cimetière musulman. L'ouvrage reste le seul exemplaire de cirque antique encore visible en Algérie.

## Description
Selon A. Ravoisié le cirque mesure 410,5 m de long sur 88 m de large, alors que d’après Philippe Leveau, la largeur ne dépasserait pas les 70 m ; toutefois le cirque pourrait être plus long, ce qui le rendrait plus conforme aux dimensions des cirques africains.

## La spina
Selon le plan établi par A. Ravoisié, la spina mesurerait 0,80 m de large, mais Philippe Leveau remet en doute objectivement cette hypothèse, car selon lui la spina ferait entre 6 et 9 m de large : il l'explique par le fait que Ravoisié a dû trouver seulement le mur nord de la spina, car, comme celui de Carthage, celle-ci serait composée de deux murs reliés par une voûte.

## Datation
L'ouvrage pourrait remonter à l'époque de Juba II (ca. -52-ca. 23) qui, s'il a doté sa ville de théâtre et d’amphithéâtre, aurait également pu ordonner la construction du cirque. Mais, selon Philippe Leveau, le monument daterait du IIe siècle.